# Vereda (cerrado)
Vereda é um tipo de formação vegetacional do Cerrado que ocorre principalmente nas florestas-galeria. Caracterizada pelos solos hidromórficos, pode apresentar buritis (Mauritia flexuosa), uma palmeira, em meio a agrupamentos de espécies arbustivo-herbáceas, mas também pode ocorrer nos campestres, que no cerrado brasileiro são denominados campo limpo. É caracterizada por uma topografia amena e úmida, mantendo parte da umidade em estratos de solo superficial e garantindo a umidade mesmo em períodos de seca, tornando-se um refúgio da fauna e flora, assim como local de abastecimento hídrico para os animais. Recebe este nome por ser caminho para a fauna.
As veredas são comumente encontradas nos estados de Minas Gerais, Bahia e na Região Centro-Oeste.

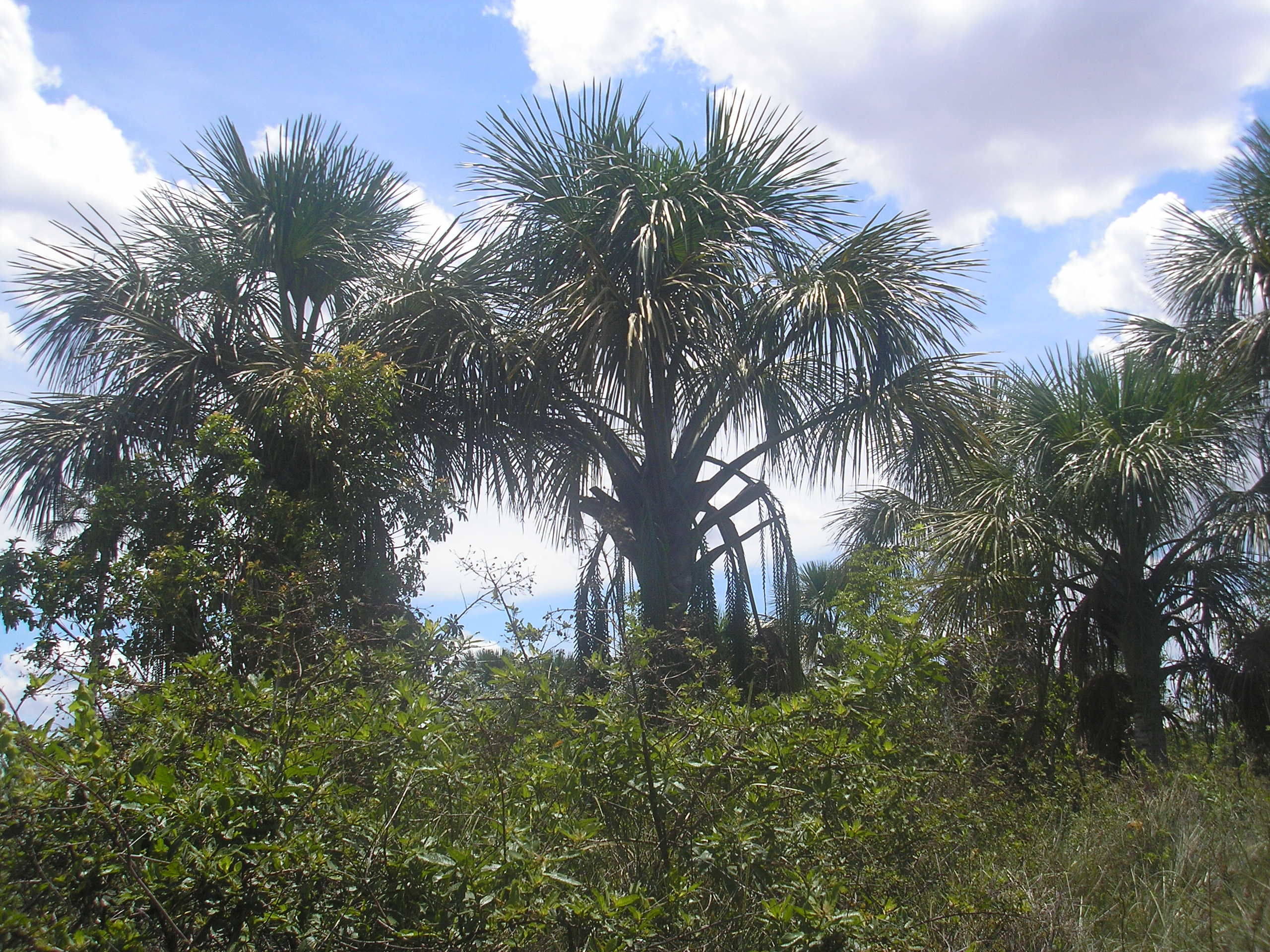
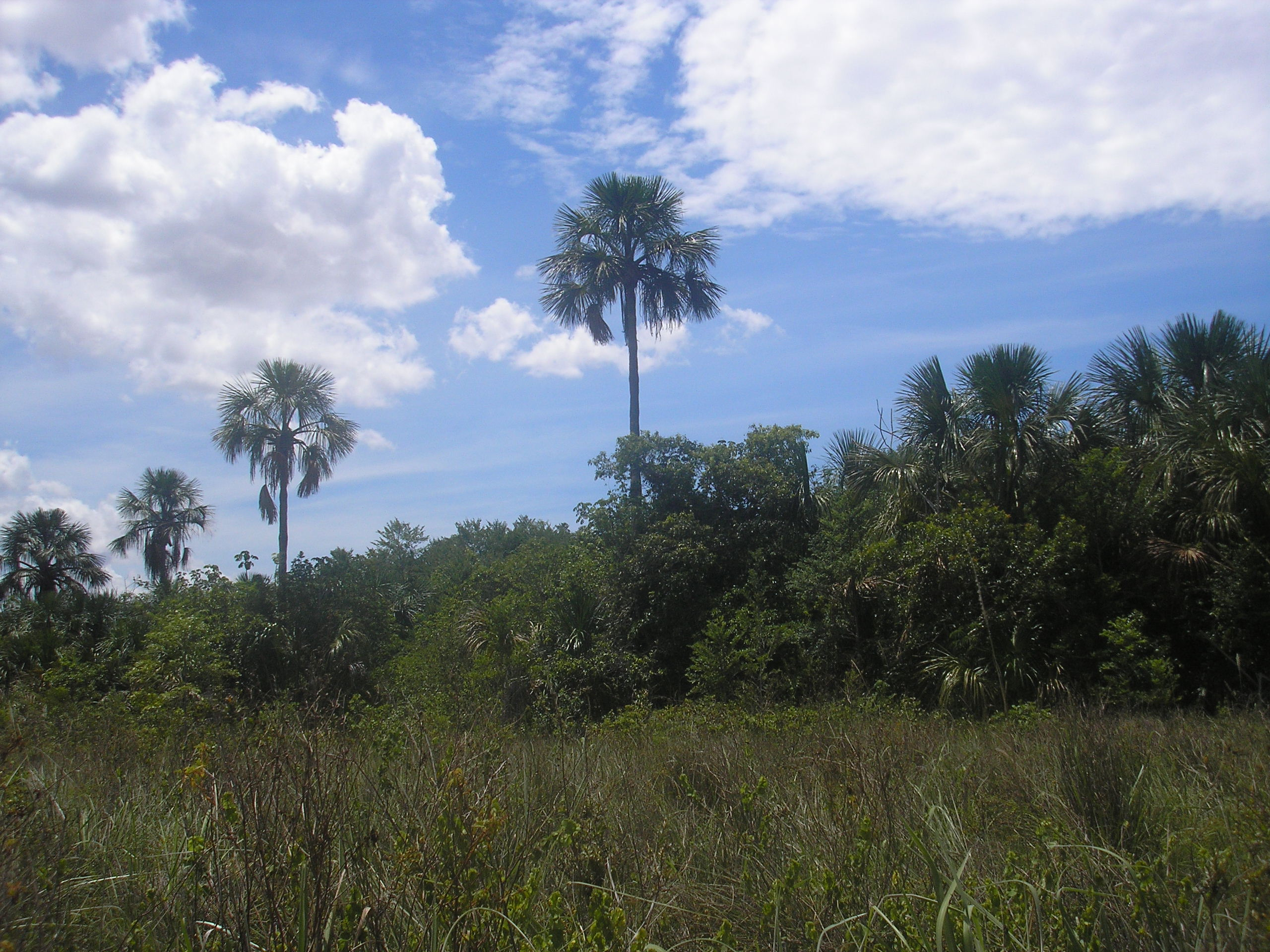
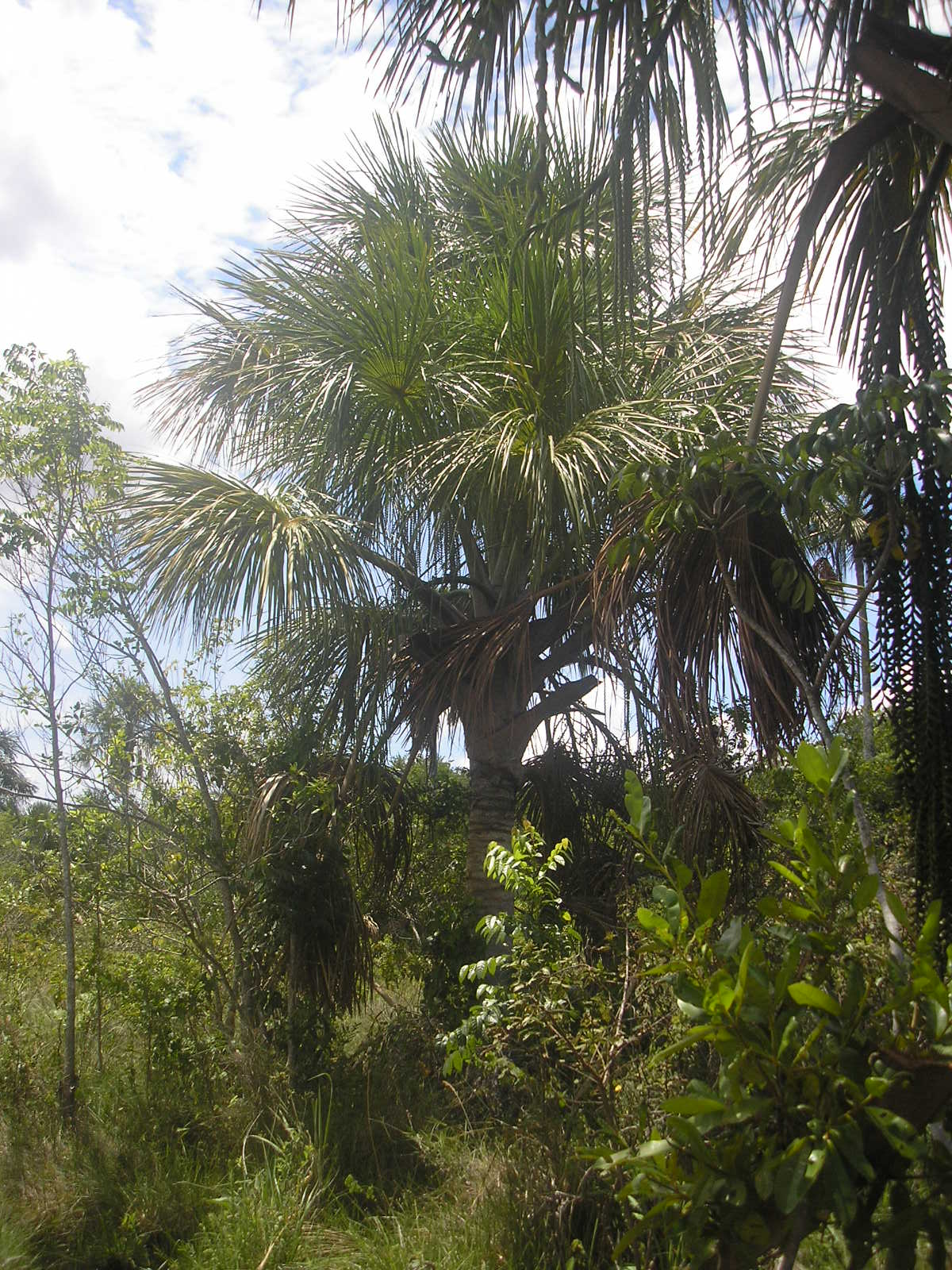
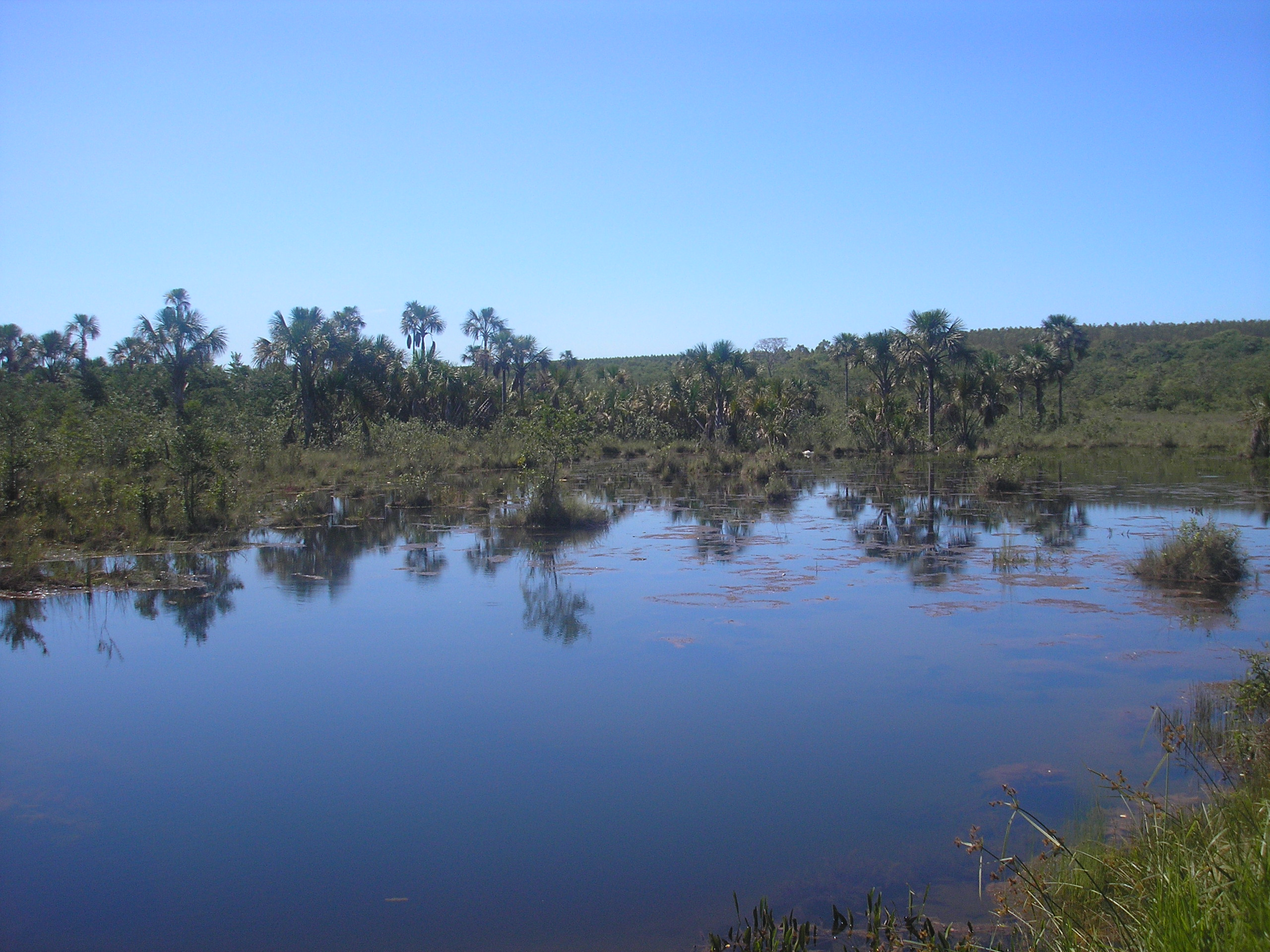